# Les Fleurs du bien
Albums de Pascal Obispo
Studio Fan - Live Fan
(2004) Les Fleurs de Forest
(2007)
Singles
1. Rosa
Sortie : 8 mars 2006
2. 1980
Sortie : 4 septembre 2006
3. Les fleurs du bien
Sortie : 26 février 2007
4. Le chanteur idéal
Sortie : juin 2007

Les Fleurs du bien est un album de Pascal Obispo sorti le 15 mai 2006 par Epic / Sony Music.
Il s'agit de son sixième album studio.
Son titre fait référence aux Fleurs du mal de Charles Baudelaire.

## Liste des chansons
| CD 1  | CD 1                            | CD 1                                                      | CD 1  | CD 1 | CD 1 | CD 1 | CD 1 | CD 1 | CD 1 |
| No    | Titre                           | Auteur                                                    | Durée |      |      |      |      |      |      |
| ----- | ------------------------------- | --------------------------------------------------------- | ----- | ---- | ---- | ---- | ---- | ---- | ---- |
| 1.    | Rosa                            | Lionel Florence / Pascal Obispo                           | 4:57  |      |      |      |      |      |      |
| 2.    | La Machine                      | Pascal Obispo - Lionel Florence / Pascal Obispo           | 4:05  |      |      |      |      |      |      |
| 3.    | Le Chanteur idéal               | Pascal Obispo - Lionel Florence / Asdorve - Pascal Obispo | 3:23  |      |      |      |      |      |      |
| 4.    | 1980 (en duo avec Mélissa Mars) | Pascal Obispo - Lionel Florence / Pascal Obispo           | 5:15  |      |      |      |      |      |      |
| 5.    | Amen                            | Pascal Obispo / Asdorve                                   | 4:44  |      |      |      |      |      |      |
| 6.    | Noir                            | Lionel Florence / Pascal Obispo                           | 6:12  |      |      |      |      |      |      |
| 7.    | Las Vegas                       | Lionel Florence / Pascal Obispo                           | 6:02  |      |      |      |      |      |      |
| 8.    | Libre comme Picasso             | Pascal Obispo - Lionel Florence / Pascal Obispo           | 4:32  |      |      |      |      |      |      |
| 9.    | Il voulait de l'eau             | Nicolas Lebovici / Asdorve                                | 4:14  |      |      |      |      |      |      |
| 10.   | Après quoi on court             | Lionel Florence / Pascal Obispo                           | 6:32  |      |      |      |      |      |      |
| 11.   | Sur la voix Ferré               | Lionel Florence / Pascal Obispo                           | 6:17  |      |      |      |      |      |      |
| 12.   | Les Fleurs du bien              | Lionel Florence / Pascal Obispo                           | 5:54  |      |      |      |      |      |      |
| 62:09 |                                 |                                                           |       |      |      |      |      |      |      |

| 1. | Rosa               | Lionel Florence / Pascal Obispo                  |  |
| 2. | Sur la voix Ferré  | Lionel Florence / Pascal Obispo                  |  |
| 3. | Les Fleurs du bien | Lionel Florence / Pascal Obispo                  |  |
| 4. | La Machine         | Pascal Obispo - Lionel Florence / Pascal Obispo  |  |
| 5. | It's Over          | Pascal Obispo                                    |  |
| 6. | L'Essentiel        | Lionel Florence - Patrice Guirao / Pascal Obispo |  |

Réalisé par Pascal Obispo, Volodia et Fred Chateau.
On retrouve Asdorve (Frédéric Chateau) en tant que compositeur sur quelques titres et en coréalisateur.